# 人間万事金世中
『人間万事金世中』（にんげんばんじかねのよのなか）とは、歌舞伎の演目のひとつ。全二幕。明治12年（1879年）2月、東京新富座にて初演。河竹黙阿弥作。

## あらすじ

### 序幕
（横浜境町辺見店の場）武蔵国の一漁村に過ぎなかった横浜が、貿易港として大いに開け、明治の世にもなった時分のこと。
恵府林之助（えふりんのすけ）の父親は横浜で瀬戸物問屋を営んでいたが、相場に手を出して失敗したことにより身代を失い、林之助も父親が病没ののちは、同じ横浜の境町に貿易商として店を構える叔父の辺見勢左衛門（へんみせいざえもん）のもとで、居候として身を置いていた。勢左衛門は金に汚い男で、甥に当たる林之助も店の丁稚同様に扱って掛取りなどさせている。ところで勢左衛門の妻おらんには、おくらという姪がいた。このおくらももとは生糸問屋のお嬢様であったが、父親が商売にしくじって身代を失い、その後父母ともに病死したことによりこの辺見の家に引き取られ、やはり下女同様の扱いで働かされていた。
そこに林之助の乳母おしづの孫に当たる千之助が訪れる。聞けばおしづは病にかかって働けず、困窮しているので十円貸してほしいという。しかし居候の身の林之助には、余分な金はなかった。千之助が帰ったあと、林之助はおらんにわけを話し、金を貸してくれるよう頼むが、おらんは居候に貸す金はないとにべもなく断る。おらんも夫の勢左衛門と同じく、けちで意地汚い性分の女であった。林之助はちょうど辺見家を訪れていた親類の雅羅田臼右衛門（がらたうすえもん）にも十円を貸してくれるよう頼むが、居候に落ちぶれた林之助とはもはや縁のない他人も同然だと冷たく断られた。林之助はしかたなく、横浜本町で商売をしているこれも親類の毛織五郎右衛門（けおりごろうえもん）に頼んでみようと出かけてゆく。
するとそこへ入れ違いに、五郎右衛門がやってきた。じつは勢左衛門や臼右衛門には長崎に藤右衛門という大金持ちの親類がいたが、以前より具合を悪くしていたのがついに死んでしまったと知らせにきたのである。そして藤右衛門の遺言状を持ち、親戚一同でその中身を改めようとやってきたのであった。藤右衛門には遺産を譲る者がいないので、勢左衛門たちはうわべでは悲しむ様子を見せながらも、自分たちに形見分けとしてその莫大な遺産がもらえるものと皮算用する。
（同　仙元下裏借家の場）いっぽう林之助は、五郎右衛門に会うことがかなわず金の工面は出来なかった。しかしこのままでは済まされまいと、乳母おしづと千之助の暮らす借家を訪れる。ところがそこでは意外なことが起きていた。何者かが林之助の名を使って、十円の金を為替でおしづ宛てに届けていたのである。林之助は不審がる。とそこへ、大家の武太兵衛（ぶたべえ）が米屋と薪屋を連れてやってきた。武太兵衛たちはおしづが溜めていた店賃や、米代薪代を取り立てにきたのだが、しかしどうせ金はなかろうとおしづたちを罵り、すこしでも金にしようと、無慈悲にも粗末な家財道具を洗いざらい持っていこうとする。林之助が例の十円のうちから金を出して払うと、武太兵衛たちは態度をころりと変えて帰っていった。それを見送る林之助は、「地獄の沙汰も金次第じゃわえ」とつぶやくのであった。
（同　辺見宅遺状開きの場）辺見の家では勢左衛門をはじめとして臼右衛門、林之助も戻り、みながそろう前で藤右衛門の遺言状が開かれることになった。五郎右衛門が読み上げる。ところがその内容は、勢左衛門たちの期待を大きく裏切るものだった。親類でありながら平素より手紙ひとつよこさなかった勢左衛門には、形見分けとして義理に三円の金を遣わす。そして同じく身内に当たるおくらには百円、さらに林之助にはよく手紙で様子を尋ねてくれたので、その遺産から二万円という大金を林之助に譲るというのである。あまりのことに卒倒する勢左衛門。五郎右衛門は為替で送られた三円と二万円を、勢左衛門と林之助にそれぞれその場で渡す。おくらは百円を、とりあえず五郎右衛門に預かってもらうことにした。林之助は、二万円の大金で潰れた家名を再興しようと喜ぶのだった。

### 二幕目
（横浜本町恵府新宅の場）林之助は父親が商売をしていた横浜本町で、店を手に入れ使用人も雇い入れてふたたび瀬戸物商を開く。その開店の前日、近所の商店からも挨拶に使いの者が大勢来てすでに賑やかである。そんななか臼右衛門が訪れ、続いて勢左衛門がおらんと娘のおしなも連れて現れた。話を聞けば娘のおしなを、林之助の嫁にしてほしいと頼みに来たのである。勢左衛門たちは、どうか娘を嫁にと林之助に熱心に勧める。しかしそれは、娘を嫁にして林之助の財産を狙おうという下心からであった。
そんなところに、寿無田宇津蔵（すなだうつぞう）という男が弁護士の口の上糊（くちのうえのりす）も連れて訪れる。その話によれば宇津蔵は、林之助の父親が生前米相場に手を出していたとき、その資金として一万円という金を貸していたのだという。そして今日までの利子を含めると、元利合わせて二万円以上になるから、それを返してくれというのである。
しかし林之助には、藤右衛門からもらった二万円のうちこの店の用意と使用人を雇うのに一万円を使い果たし、残りは一万円ほどしかない。ならばこの店と残りの一万円で、借金を返済すると林之助はいう。勢左衛門たちは目当ての財産がなくなるので大慌て、臼右衛門が口を挟むが、却って宇津蔵の機嫌を損ね、連れてきた弁護士も裁判所に訴え出ると言い出す。結局林之助は店とその中にあるもの一切合財と、残りの一万円もつけて父親の借金を返済する。この様子を見ていた勢左衛門たちはあきれ、腹を立てながら帰っていった。林之助もその場を立ち去る。
（同　境町辺見見世の場）林之助のところから帰った勢左衛門たちは、口々に林之助への悪口をぶちまける。そこへ林之助がやってきて、おしなの婿にしてくれというが当のおしなはもとより、勢左衛門おらんも請合うわけがない。勢左衛門は林之助とは伯父でも甥でもないと言い、おらんやおしなも散々に罵って林之助を追い払った。
（同　波戸場脇海岸の場）夜になり、横浜の港で行く当てもなくさまよう林之助。すると臼右衛門とばったり出会う。林之助は当座のことに五円貸してくれるよう臼右衛門に頼むが、臼右衛門もおまえとはもうおじでも甥でもないと金を貸すことなく林之助を罵り、挙句は手ひどく蹴り倒して去っていった。
そこへ声を掛けたのは、おくらであった。おくらは林之助の様子を見て不憫に思い、十円を貸し与えようとする。いったんはそれを断る林之助であったが、その気持に感じて十円を受け取り、おくらはその場を去った。だがふと地面を見ると、一枚の紙切れが落ちている。それはおくらが落としたものだったが、それをみて林之助はびっくりする。それはおしづの孫千之助が書いた為替の受け取りだった。つまり以前おしづの家に、林之助の名を使って十円を届けたのはおくらだったのである。林之助はおくらの心根に感じ入り、感謝するのだった。
（同　境町辺見見世の場）その翌日。五郎右衛門は二百円の金と引き換えに、おくらの身柄を引き取った。勢左衛門はその金を勘定しているが、おらんは自分もおくらの面倒を見ていたのだから半分よこせといって勢左衛門と争う。ところがそこへ臼右衛門が、大変だと大慌てで駆け込んできた。それによればなんと、林之助が借金のかたに手放したはずの店で明日より商売を始め、しかも今日はそこに嫁が来るというのである。勢左衛門たちもびっくりし、この上は事の真偽を確かめようと勢左衛門、おらん、おしな、臼右衛門の四人は林之助のところへと大急ぎで向かう。
（同　恵府林宅婚礼の場）本町の林之助宅では婚礼の真っ最中である。花婿の林之助と、花嫁がいましも盃を交わそうというところ、勢左衛門たちが乱入してくる。なぜ親類である自分たちに婚礼のことをしらせないのかと質すと、その場にいた五郎右衛門と宇津蔵は、林之助とは伯父でも甥でもないといったから知らせなかったのだと言い、花嫁の顔をみせると、それはおくらであった。さらにおどろくことには、林之助の父親が宇津蔵から金を借りたというのは嘘であって、弁護士の口の上糊というのも、じつは梅生という落語家だという。すべては林之助が勢左衛門たちの心を試し見るために、五郎右衛門たちと示し合わせてしたことであった。しかし案の定、無一文になった林之助に対して勢左衛門たちは冷たく当たった。これには愛想もこそも尽き果てたと林之助はいう。五郎右衛門にも意見され、すっかりへこまされる勢左衛門たち。しかしおくらの口添えもあり、林之助は勢左衛門たちにそれぞれ引き出物を渡して事を収めるのであった。

## 解説

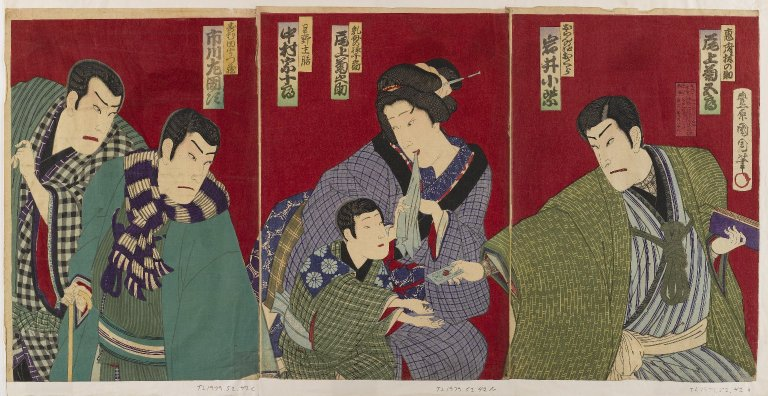
『人間万事金世中』　初演の時、興行前に作られた芝居絵。右より五代目尾上菊五郎の恵府林之助、三代目岩井小紫のおくら、二代目尾上菊之助の千之助、中村宗十郎の星野主膳、初代市川左團次の寿む田うつ蔵。ただしおくらは実際には八代目半四郎が演じており、また宗十郎はこのとき一座にいたものの、この芝居には出ていなかった。豊原国周画。

二万円といえば明治の初めには大変な金額だったのが、この『人間万事金世中』を見てもうかがえる。現在とは物の価値観も違い、単純には換算しにくいが、現在の横浜の繁華街で店を構えて商売をすることも思えば、あるいは数億円にものぼる額だと考えてもさほど間違いはないようである。勢左衛門たちが血眼になるのもうなづけよう。
本作は散切物と呼ばれるもののひとつであるが、翻案劇のひとつでもある。すなわちリットンの戯曲『マネー』（原題『Money』）を黙阿弥が翻案し、新富座の二番目狂言にしたものである。恵府林之助という名も原作の主人公エヴリンからきている。黙阿弥がこの『マネー』の内容をどうやって知ったのかについては、『マネー』を原書で読んだ福地桜痴からその梗概をかなり詳しく聞いていたのだという。リットンについては当時その著作が翻訳され盛んに読まれており、その名はよく知られていた。そうした当時のいわばブームのようなものに乗って上演されたのが、この『人間万事金世中』だったのである。
そのリットンの著作を、黙阿弥はたくみに翻案して二幕の世話物に仕立てている。勢左衛門の林之助に対する扱いにしても、掛取りに行かせその受け取った金を見て、掛取りの金をくすねただろうと言いがかりをつけるなど、けちというのを通り越した卑しい性根をみせる。金に汚いところを見せるのはその女房のおらんも同様であるが、娘のおしなも二幕目の「境町辺見見世の場」で自宅に戻ったとき、おらんが「然しあんまり醜い男を、亭主に持たすも可愛そう」というのを聞いて、「いえいえわたしゃ厭ひませぬ、業平さんでもひょっとこでも灯りを消したその時は、別に変りはござんせぬ…わたしゃ男にゃ惚れませぬ、お金のあるのに惚れますわいな」と、かりにも商家のお嬢様でありながらあけすけなことをいう。初演当時はこのせりふが大うけしたとのことである。演じた役者も林之助役の菊五郎、勢左衛門役の仲蔵をはじめとして、おおむね好評をもって当時迎えられている。
しかし散切物はただちょんまげを散切り頭に替えただけの世話物とはいわれるが、この『人間万事金世中』をみると単にそうとはいえないところもある。たとえば劇中の金の扱いについては、江戸時代から芝居で登場人物が金の工面について葛藤するところはひとつの見せ場であるものの、それまでの芝居ではたいていが、大枚の金がお主のために要るだとか、遊女を身請けのためだとかという筋書きで芝居の中に組み込まれるのに対して、林之助の場合は自分を育ててくれた乳母を助けたいという心からであった。また林之助とおくらとの関係についても、ひとつ同じ屋根の下に暮らしていても色恋ということは全く無く、結局林之助はおくらが乳母おしづを助けた心根に感じ、結婚するという話になっているのである。これが旧来の歌舞伎の芝居なら、同じお店者どうしがいろいろあって駆け落ち、などということにもなろう。これらの点はそもそもが翻案物だからという見方もできるが、黙阿弥は作中で登場人物たちに何度も「開化」という言葉をいわせている。「開化」における「金の世の中」を主題にして、それまでの江戸歌舞伎にはない新しい「現代劇」を黙阿弥は見せようとしたともいえよう。

## 初演の時の主な役割
- 恵府林之助…五代目尾上菊五郎
- おくら…八代目岩井半四郎
- おしづ…岩井繁松
- 千之助…二代目尾上菊之助
- 毛織五郎右衛門…九代目市川團十郎
- 寿無田宇津蔵…初代市川左團次
- 口の上糊じつは落語家梅生…尾上梅五郎
- 辺見勢左衛門…三代目中村仲蔵
- おらん…二代目中村鶴蔵
- おしな…五代目市川小團次
- 雅羅田臼右衛門…市川團右衛門